# María Teresa Estevan Bolea
María Teresa Estevan Bolea, née le 26 octobre 1936 à Huesca, est une femme politique et ingénieure espagnole.
Membre du Parti populaire, elle siège au Congrès des députés de 1987 à 1993 et au Parlement européen de 1994 à 1999.
Elle est présidente du Conseil de sécurité nucléaire  de 2001 à 2006. 